# マンハッタン音楽学校の人物一覧
マンハッタン音楽学校の人物一覧は、マンハッタン音楽学校に関係する人物の一覧記事。

## 著名な教職員

### 器楽奏者
- ジュゼッペ・アネダ
- コー・ガブリエル・カメダ
- コンスタンス・キーン
- オラシオ・グティエレス
- マルセル・グランジャニー
- クライヴ・グリーンスミス
- 五嶋みどり
- シモン・ゴールドベルク
- ポール・ジェイコブス
- カール・ウルリッヒ・シュナーベル
- ジャッキー・バイアード
- ハロルド・バウアー
- リリアン・フックス
- シュロモ・ミンツ
- ナサニエル・ローゼン

### 作曲家
- シェルイ・ティボール
- ヴィットリオ・ジャンニーニ
- デイヴィッド・ダイアモンド

### その他
- アントン・コッポラ
- イェジー・セムコフ
- イオネル・ペルレア

## 卒業生

### 器楽演奏家
- ラルフ・ヴォタペック
- フィル・ウッズ
- 奥村喜音子
- ケニー・カークランド
- ロン・カーター
- パヴェル・ギントフ
- キリル・ゲルシュタイン
- ケヴィン・ヘイズ
- 守屋純子
- イーロ・ランタラ

### 声楽家
- ジェーン・モンハイト

### 作曲家
- カーマイン・コッポラ
- ジョン・コリリアーノ
- エリオット・ゴールデンサール
- ニコラス・フラジェロ

### ポピュラー音楽・芸能・文化・スポーツ・その他
- ソ・テファ

### その他
- アントン・コッポラ
- アロンドラ・デ・ラ・パーラ
- アート・トリップ
- クリスチャン・ヤルヴィ